# 黑貂角海滨沙鹀
黑貂角海濱沙鵐（學名：Ammospiza maritima mirabilis）是海濱沙鵐（Ammospiza maritima）的亞種，本亞種為佛羅里達南部的特有種，在佛羅里達大沼澤地的大草原地帶棲息，由於受開發和棲息地的破壞的威脅，本亞種被列為瀕危物種受瀕危物種法案（英語：Endangered Species Act of 1973）的保護。

## 特徵
黑貂角海濱沙鵐平均約13~14公分長，背部為深橄欖灰色，尾巴和翅膀呈橄欖褐色，成鳥腹部呈淺灰色到幾乎是白色，胸部和側面有深橄欖色和灰色的條紋。

## 生態與習性
本亞種會在以海湾毛芒（Muhlenbergia sericea）為主的混合泥灰大草原進行繁殖。 它會在離地數英吋的地方築起杯狀鳥巢並附著在草上。 雌性每季可產二顆蛋，環境好的話有機會生三顆蛋。
雄性具有很強的領地意識，當佔據這塊一小片土地為繁殖地時會保衛它。叫聲大多由雄性發出，會在領地內大聲地叫以保衛領地，也會向雌性求偶。
求偶行為包括雄性追逐雌性並向它們提供食物和築巢材料，雌性透過接近雄性來討情以開始這一過程，成功的話就可和另一半餵養幼鳥，並可能在下一次繁殖期和另一半保持在一起。
本亞種為雜食性，它們會從地面收集植物和動物雜屑以此為食，包括種子、昆蟲和海生無脊椎動物。

## 分布與棲息地
本亞種棲息在佛羅里達大沼澤地的大草原，數量最多的是大柏樹國家保護區（Big Cypress National Preserve）和大沼澤地國家公園（Everglades National Park）的泰勒泥坑（Taylor Slough）。其俗名的名字由來是指其棲息的所在地黑貂角（Cape Sable），為佛羅里達州陸地最南端，也是大沼澤地的一部分。
本種鳥需要在開闊低水位的水生大草原中生活。海平面上升、佛羅里達南部水資源管理措施導致的水流變化以及颶風等自然災害導致洪水和水位變化使它們的棲息地減少。野火管理的當增加了該地區的植物密度和多樣性，減少了本亞種所需的開放棲息地，這些因素導致本亞種數量減少。
本亞種易受到水位變化的影響。當水位上升就會很有效地阻止繁殖活動，部分原因是其鳥巢懸離地面，每日水位變化甚至會影響本亞種的行為，使有領地意識的雄性抑制性的發聲。
因為對環境變化非常敏感而有“金髮姑娘鳥（Goldilocks bird）”的綽號，因為它要成功繁殖的話，環境、棲息地條件必須“恰到好處”才行。

## 保育
在佛羅里達州南部的許多濕地地區，水位都有受到嚴格管理，大沼澤地部分地區的水閘控制著水流。但在2016年冬季大雨過後，水閘門打開淹沒了幾十年來水位相對較低的地區。這些區域的黑貂角海濱沙鵐立即失去了繁殖棲息地，水管理官員們得負起重任親自行動以繼續平衡物種保護與該地區洪水的不利影響。
2013年8月杜克大學（Duke University）科學家斯圖爾特·皮姆（Stuart Pimm）和生物多樣性中心（Center for Biological Diversity）宣布對美國陸軍工程兵團（United States Army Corps of Engineers）和美國魚類及野生動物管理局（United States Fish and Wildlife Service）提起訴訟，理由是持續排出的水淹沒了黑貂角海濱沙鵐的棲息地，這種做法違反了瀕危物種法案。
2016年有兩個機構宣布保護本種鳥的計劃。包括管理包含最佳潛在繁殖棲息地的區域，研究確定隨著海平面上升而可能成為潛在繁殖地的區域。
這種鳥為保護生物學概念中傘護種的範例，因為若對這一分類群的生物徹底保護好它們所需要生息的棲息地和生態系統，將會為許多其他物種帶來好處。

## 圖輯

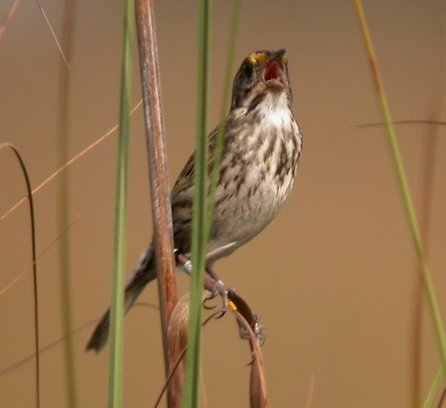
在草上
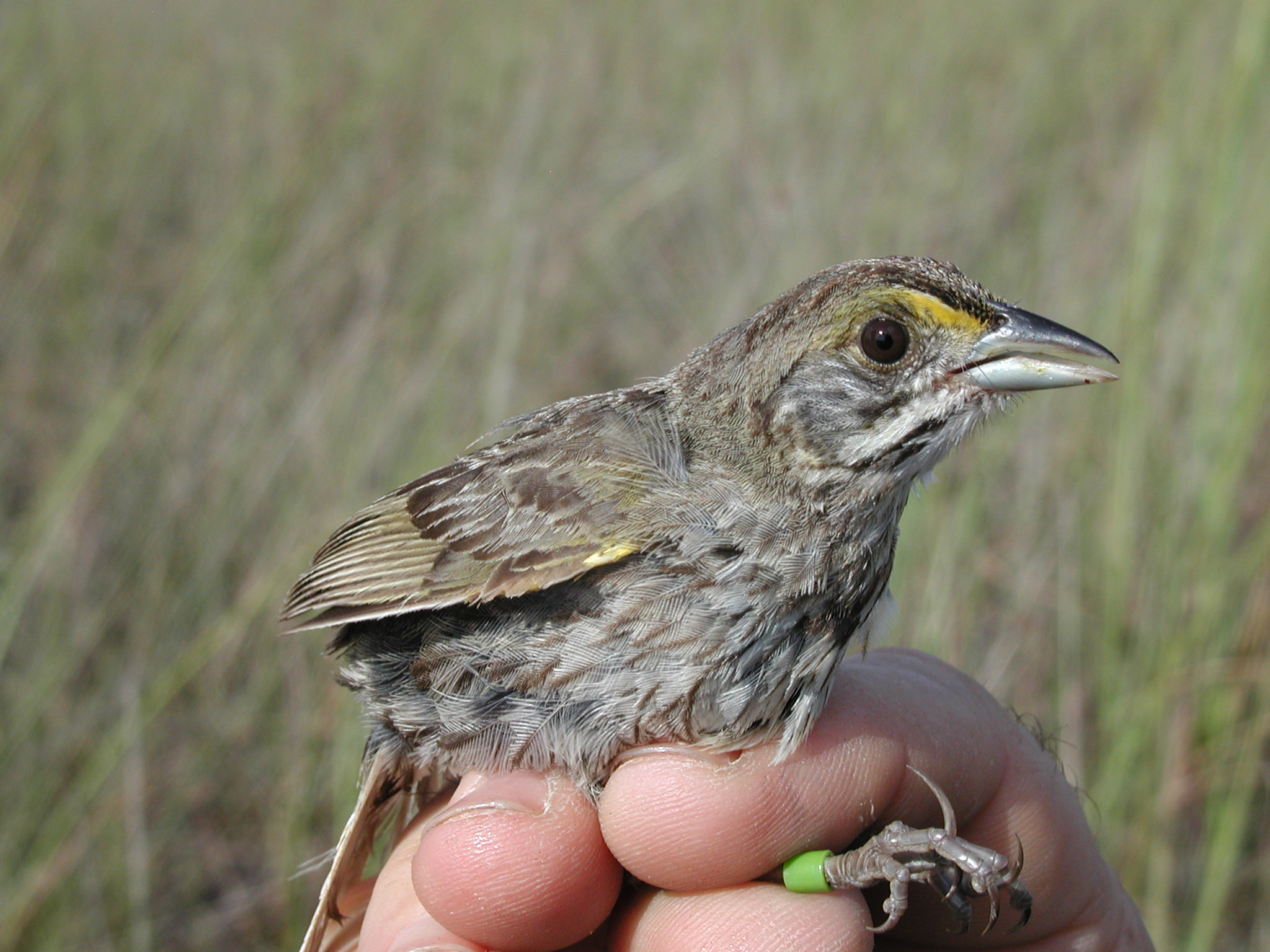
在手上
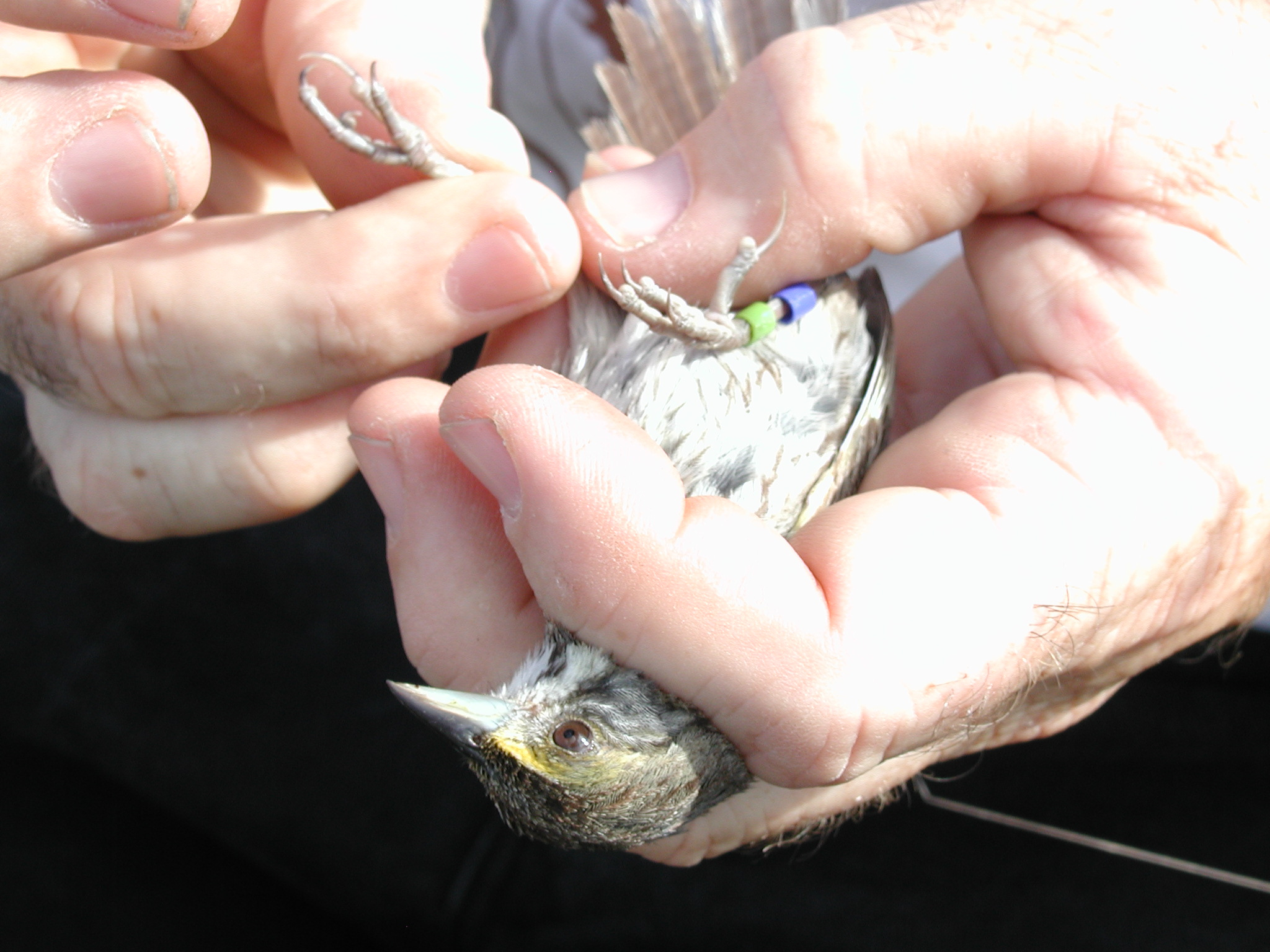
被繫上標記的鳥